# Medial (contrato)
En el Derecho foral aragonés el medial era una convención jurídico-económica, mezcla de sociedad y arrendamiento, por la cual el dueño de una heredad la cede a un labrador (mediero) para que la cultive, dividiéndose sus productos por la mitad.
En ocasiones se constituía por escritura pública, pero generalmente era de forma privada y siempre por un número de años determinado (comúnmente de quince en adelante) durante el cual ni el dueño puede expulsar al mediero que cumpla sus obligaciones, ni el mediero abandonar la finca, salvo por causa grave, bajo pena de indemnizar al propietario de los perjuicios.
El mediero no satisface canon alguno, viniendo obligado a cultivar la finca de modo que su producción sea lo más grande posible, sin esquilmar el terreno; el propietario satisfará todos los gastos que no sean relativos al cultivo y sus accesiones; todos los frutos deben repartirse equitativamente por mitad entre ambos.

## Causas de extinción
Este contrato se extingue: por expirar el plazo por el que se pactó; por destrucción de la finca e imposibilidad del cultivo y por faltar el mediero a cualquiera de las condiciones pactadas. la muerte de una de las partes no extingue el contrato, que continúa entre la sobreviviente y los herederos del muerto, salvo pacto en contrario.